# Darci Shaw
Darci Louise Shaw (Liverpool, 17 de abril de 2002) es una actriz británica. Conocida por su participación en series y películas como The Irregulars (2021), Judy (2019) y The Bay (2019).

## Biografía
Darci Shaw nació en Liverpool y creció en Mossley Hill un suburbio de Liverpool ubicado al sur de la ciudad. Durante su infancia y juventud asistió a la escuela secundaria para niñas Belvedere Academy en Liverpool. Tomó clases de actuación los sábados en el Instituto de Artes Escénicas de Liverpool (LIPA) desde los 5 años y luego se unió al Everyman and Playhouse Youth Theatre a los 14 años, donde participó semanalmente y apareció en varias producciones teatrales de la compañía comoː Fiddler On The Roof y Romeo y Julieta ambas en 2017.
Shaw debutó en la gran patalla en 2019, interpretando a una joven Judy Garland en la galardonada película Judy junto a Renée Zellweger, quien interpretó a Judy de adulta. La revista Rolling Stone describió la actuación de Shaw como «verdaderamente estelar», pero The New York Times critió la actuación de Shaw. Ese mismo año interpretó el personaje de Holly Meredith en el drama criminal de ITV The Bay junto a Morven Christie y Chanel Cresswell.
En 2021, Shaw comenzó a interpretar a Jessie en The Irregulars, una serie de televisión de drama criminal británicoestadounidense desarrollada por Drama Republic. Basada en las obras de Sir Arthur Conan Doyle.Ese mismo año, Interpretó a Dot, la hermana menor de Clarice Cliff, en la película biográfica de Sky UK The Colour Room, junto a Phoebe Dynevor en el papel principal, así como a Matthew Goode, David Morrissey, Kerry Fox y Luke Norris.
En 2024 tuvo un papel secundario en la película biográfica británica Midas Man que trata sobre la vida del empresario musical Brian Epstein. Dirigida por Sara Sugarman, basada en una historia de Brigit Grant y un guion de Jonathan Wakeham. También 2024, se unió al elenco de la serie dramática de televisión de BBC One, This City is Ours, donde interpreta el papel de Melissa Phelan. La serie se estrenó el 23 de marzo de 2025.

## Filmografía
| Año           | Título            | Papel                 | Notas                        | Ref.   |
| ------------- | ----------------- | --------------------- | ---------------------------- | ------ |
| 2019          | The Bay           | Holly Meredith        | 4 episodios                  |        |
| 2019          | Judy              | Judy Garland de joven | Película                     |        |
| 2019          | Bitter Sky        | Nia                   | Cortometraje                 | [ 14 ] |
| 2021          | The Irregulars    | Jessie                | Papel principal; 8 episodios |        |
| 2021          | The Colour Room   | Dot Cliff             | Película                     |        |
| 2022          | Brassic           | Amy                   | Episodio: «Amy»              |        |
| 2024          | Midas Man         | Cilla Black           | Película                     | [ 11 ] |
| 2024-presente | A Thousand Blows  | Alice Diamond         | 11 episodios                 | [ 15 ] |
| 2025          | This City is Ours | Melissa Phelan        | Miniserie; 8 episodios       | [ 12 ] |
| 2026          | Kill Jackie       |                       |                              | [ 16 ] |